# 2000 ve fotografii

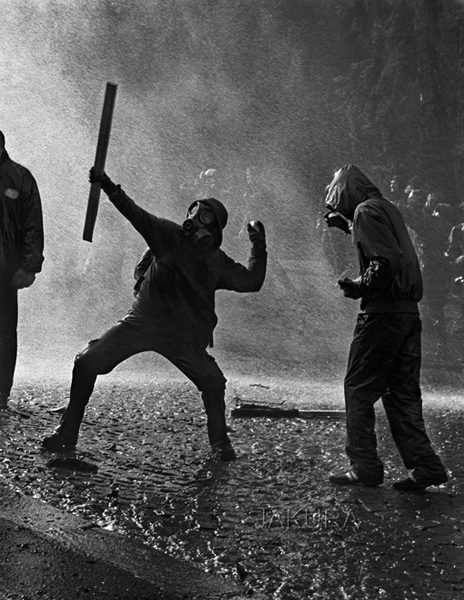
Jaroslav Kučera: Kameny a násilím proti globalizaci, Praha, Lumírova ulice, 2000, vítěz Czech Press Photo 2000

Tento článek obsahuje významné fotografické události v roce 2000.

## Události

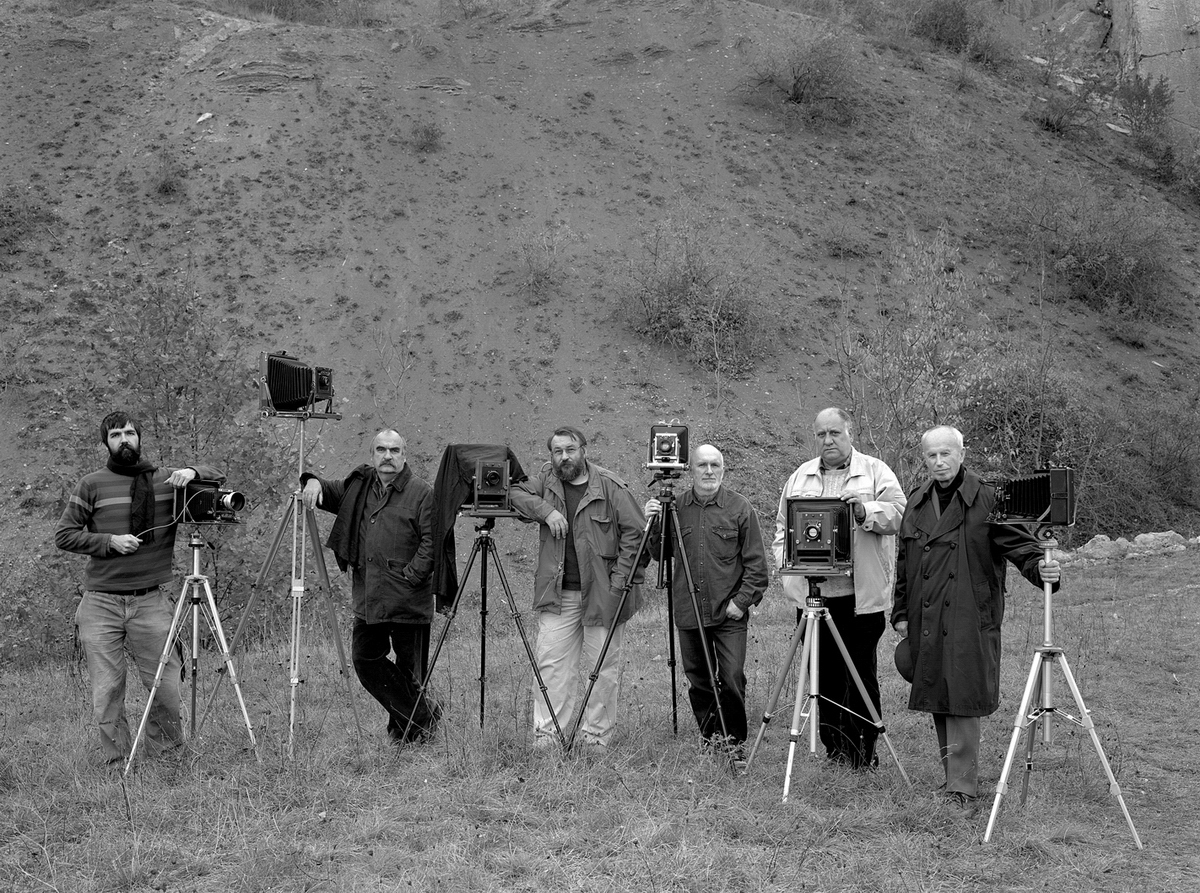
Členové skupiny Český dřevák (zleva doprava: Tomáš Rasl, Jan Reich, Bohumír Prokůpek, Jaroslav Beneš, Karel Kuklík, Petr Helbich) v Prokopském údolí dne 20. října 2004

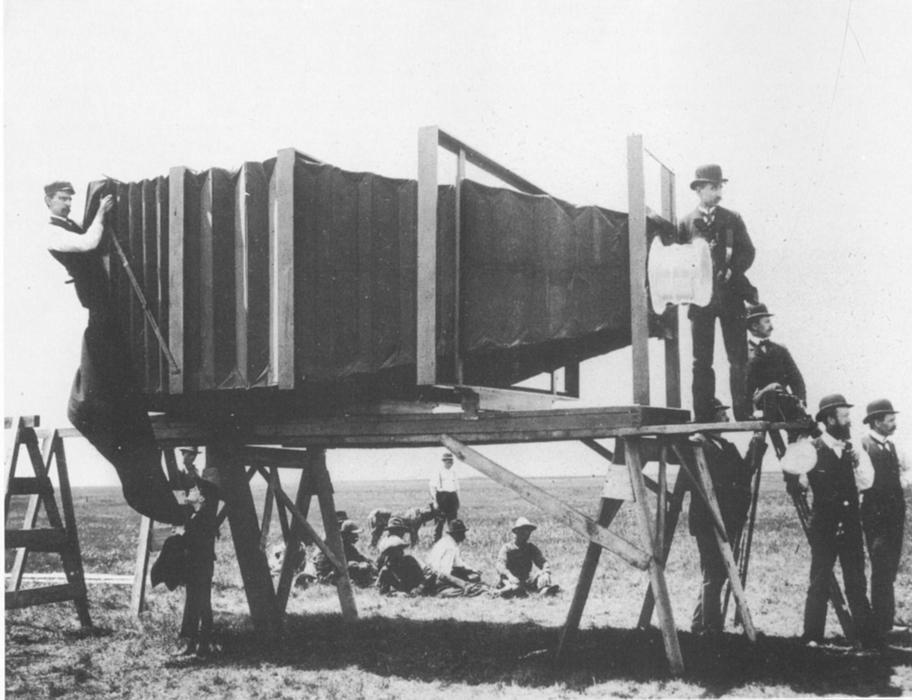
Obří fotoaparát Mamut, který postavil Lawrence v roce 1900. Kontaktní fotografie z něj měly rozměr 2,4 × 1,4 metru

- 2000 – fotografové Karel Kuklík, Jan Reich, Jaroslav Beneš a Bohumír Prokůpek založili skupinu Český dřevák
- 2000 – Zanikla ukrajinská firma Svema, která vyráběla fotografické filmy a fotopapíry.
- 1900 – Kodak uvedl na trh svůj první fotoaparát Brownie.
- 1900 – George Raymond Lawrence postavil největší deskový fotoaparát na světě pojmenovaný Mamut. Vážil 625 kilogramů, exponoval fotografické desky o velikosti 2,4 × 1,3 metru.[1][2] S deskou, která vážila 225 kilogramů muselo manipulovat 15 mužů.[3]

- Měsíc fotografie Bratislava 2000

- 98. kongres Fédération photographique de France, květen
- Rencontres d'Arles červenec–září
- Festival international de la photo animalière et de nature, Montier-en-Der, každý třetí čtvrtek v listopadu
- Salon de la photo de Paris, Paříž, listopad
- Mois de la Photo, Paříž, listopad
- Paris Photo, listopad
- Kongres FIAP

## Ocenění
- Czech Press Photo – Jaroslav Kučera, Bilderberg za Kameny a násilím proti globalizaci, Praha, 26. září 2000

- World Press Photo – Lara Jo Regan

- Prix Niépce – Klavdij Sluban
- Prix Nadar – Raymond Depardon
- Prix Arcimboldo – Catherine Ikam
- Prix HSBC pour la photographie – Carole Fékété a Valérie Belinová
- Prix Bayeux-Calvados des correspondants de guerre – Éric Bouvet
- Grand Prix Paris Match du photojournalisme – Éric Bouvet za Vie quotidienne à Grozny
- Prix Canon de la femme photojournaliste – Magali Delporte
- Prix Picto – Dmon Prunner (vítěz), Daniele Tedeschi (zvláštní cena)
- Prix Voies Off – Wilfrid Estève
- Prix Roger Pic – Jean-Claude Coutausse za sérii Le Vaudou

- Cena Oskara Barnacka – Luc Delahaye
- Cena Ericha Salomona – Arno Fischer
- Cena za kulturu Německé fotografické společnosti – Robert Häusser
- Cena Hansely Miethové – Vincent Kohlbecher (fotografie), Antje Potthoff (text)
- Davies Medal – Stephen Watt-Smith
- Cena Ansela Adamse – Clyde Butcher
- Cena W. Eugena Smithe – Brenda Ann Kenneally
- Zlatá medaile Roberta Capy – Chris Anderson (Aurora), The New York Times Magazine, „Desperate Passage“.
- Infinity Awards
  - Prix Cornell Capa – Robert Frank
  - Prix de la publication Infinity Award – Sumo, Helmut Newton, Taschen
  - Infinity Award du photojournalisme – James Nachtwey
  - Infinity Award for Art – Adam Fuss
- Pulitzerova cena
  -  Pulitzer Prize for Breaking News Photography – Janet Reeves, fotografové denverské společnosti Rocky Mountain News, „za jejich fotografickou dokumentaci studentů po střeleckém masakru na Columbine High School poblíž Denveru.“ (citace, fotografie)
  -  Pulitzer Prize for Feature Photography – Carol Guzy, Michael Williamson a Lucian Perkins, Washington Post, „za jejich intimní a dojemné snímky zachycující osudy uprchlíků v Kosovu.“ (obrázky)

- Cena Higašikawy – Chema Madoz, Naoja Hatakejama, Keiko Nomura a Masakacu Kubota
- Cena za fotografii Ihei Kimury – Hiromix, Jurie Nagašima (長島 有里枝), Mika Ninagawa (蜷川 実花)
- Cena Kena Domona – Osamu Kanemura (金村 修) za BLACK PARACHUTE EARS, 1991–1999
- Cena Nobua Iny – Hideaki Učijama
- Cena Džuna Mikiho – Šinobu Suzuki (鈴木 忍) za And… For This Tender Castration
- Prix Paul-Émile-Borduas – Jacques Hurtubise
- Fotografická cena vévody a vévodkyně z Yorku – Kathryn Knight
- Národní fotografická cena Španělska – Chema Madoz.[4]
- Hasselblad Award – Boris Michajlov
- Švédská cena za fotografickou publikaci – Per Skoglund
- Cena Lennarta Nilssona – David Malin

## Knihy
- James Nachtwey, Inferno (Phaïdon) – ISBN 0-7148-3815-2
- Alain Keler, Vents d'est, les minorités dans l'ex-monde communiste, 199 str., Marval ISBN 2-86234-294-7[5]

## Narození v roce 2000
- březen – Fatma Hassonaová, palestinská fotožurnalistka, dokumentovala civilní život během války v Gaze († 16. dubna 2025)
- 5. dubna – Helena Quist Kristensenová, dánská herečka a tanečnice, instruktorka tance a fotografka
- 22. května – Valentin Goppel, německý fotograf

## Úmrtí v roce 2000

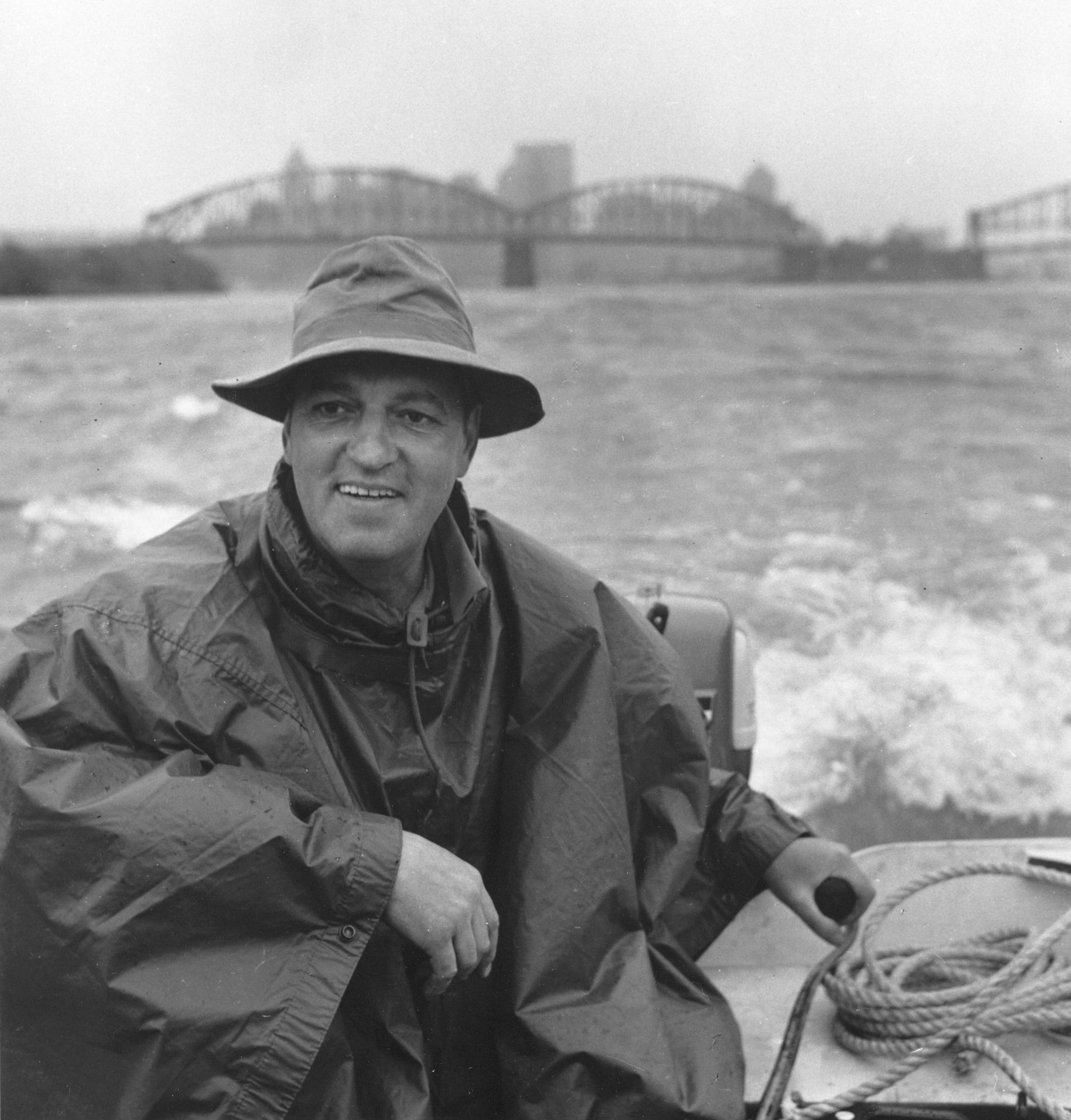
V tomto roce zemřel Todd Webb

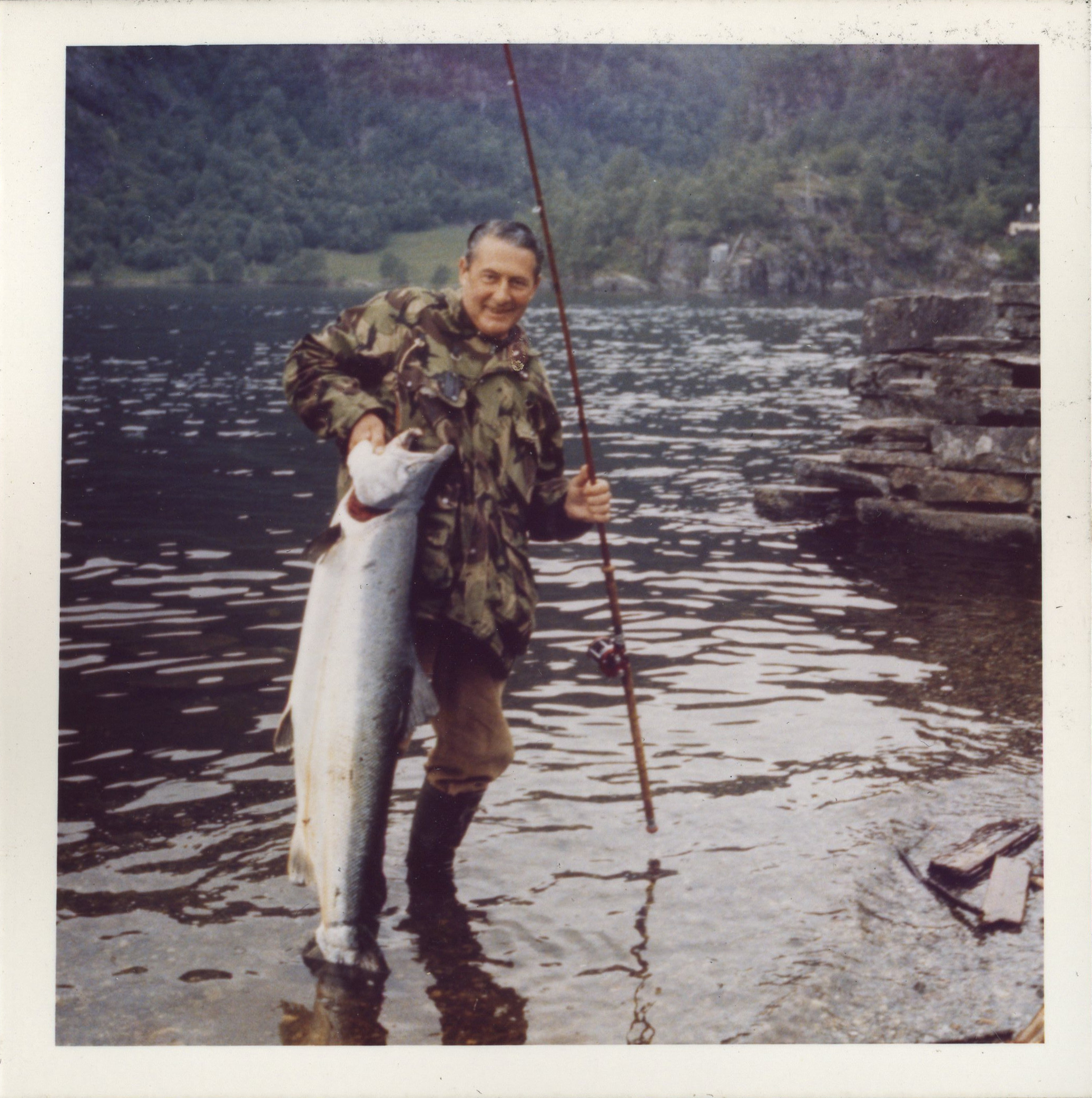
Arthur Oglesby zemřel 2. prosince

- 22. ledna – Ed Clark, 88, americký fotograf[6]
- 22. února – Harry Dittmer, švédský fotograf a filmař (* 20. prosince 1910)
- 20. března – Jean Howardová, americká herečka a profesionální fotografka zlatého období Hollywoodu během 40. a 50. let 20. století (* 13. října 1910)
- 22. března – František Dlouhý, český malíř a výtvarník (* 20. března 1911)
- 31. března – Gisèle Freundová, 91, francouzská fotografka.[7]
- 3. dubna – Marta Hoepffnerová, německá fotografka a výtvarná umělkyně známá abstraktní a experimentální fotografií, vytvářela fotogramy (4. ledna 1912)
- 9. dubna – Pablo Pineda Gaucín, 39, mexický reportér a fotograf, zastřelen
- 15. dubna – Todd Webb, 94, americký fotograf
- 4. května – Jack de Nijs, nizozemský fotograf (* 15. září 1926)
- 26. června – Ken Bell, 85, kanadský válečný fotograf.[8]
- 30. června – Miroslav Bílek, český fotograf, teoretik a kritik fotografie a chemik (* 2. června 1937)
- 6. července – Marcella Comès Winslow, 95, americká fotografka a portrétní malířka
- 10. července – Gertrud Arndt, německá fotografka a textilní designérka spolupracující s uměleckým uskupením Bauhaus, známá díky autoportrétům kolem roku 1930, průkopnice ženského autoportrétu (* 20. září 1903)
- 13. července – Maša Ivašincová, ruská fotografka z Leningradu, intenzivně se angažovala v poetickém a fotografickém undergroundovém hnutí 60.–80. let (* 23. března 1942)
- 21. července – Jošio Watanabe 93, japonský fotograf (* 1907)
- 25. července – Julia Pirotte, 92, polská fotoreportérka[9][10]
- 27. července – Constance Stuartová Larrabee, anglická fotografka nejznámější svými snímky Jihoafrické republiky a fotožurnalistikou o Evropě během druhé světové války. Byla první válečnou korespondentkou v Jihoafrické republice. (* 7. srpna 1914)
- 8. srpna – Walter Chappell, 75, americký fotograf a básník, rakovina plic[11]
- 27. srpna – Zdenka Datheil (roz. Nelly Zdenka Arnoštová), francouzská malířka a fotografka československého původu (* 26. prosince 1908)
- 20. září – Jeanloup Sieff, 66, francouzský fotograf původem z Polska, rakovina
- 25. září – Nat Fein, 86, americký novinářský fotograf, držitel ocenění Pulitzer Prize for Photography (* 7. srpna 1914)[12]
- 26. září – Rudolf Janda, 93, český fotograf
- 5. října – Sonja Bullaty, 76, americká fotografka českého původu
- 19. října – Kati Horna, 88, mexická fotografka a fotožurnalistka narozená v Maďarsku.[13][14]
- 6. listopadu – Hilmar Pabel, 90, německý fotograf a žurnalista[15]
- 25. listopadu – Mario Giacomelli, italský fotograf a fotožurnalista v žánru humanismu (* 1. srpna 1925)
- 2. prosince – Arthur Oglesby, 76, britský spisovatel, fotograf, filmař a rybář, infekce po operaci srdce.[16]
- 19. prosince – Milt Hinton, 90, americký hudebník a fotograf[17]
- 19. prosince – Danuta Rago, polská fotoreportérka, novinářka, umělecká fotografka; specializovala se na portrétní fotografii, černobílé snímky bez použití dodatečného světla a osoby v přirozeném osvětlení (* 17. srpna 1934)
- 20. prosince – Jindřich Marco, 79, český fotograf a numismatik
- ? – Refik Veseli, albánský fotograf (* 1. ledna 1926)
- ? – Tidiani Shitou, nigerijský fotograf nejznámější svými průkopnickými fotografiemi jorubských oslav a portréty dvojníků v Nigérii (* 1933)

## Výročí
Sté výročí narození
- 22. ledna – Karel Hájek, novinářský fotograf († 31. března 1978)
- 5. dubna – Herbert Bayer, rakousko-americký grafik, malíř, fotograf a sochař († 30. září 1985)
- 17. května – Pavel Altschul, český novinář, fotograf a vydavatel († 1944)
- 27. května – Leopold Godowsky, americký chemik a vynálezce inverzní film, Kodachrome.
- 24. července – Peter Reijnders, nizozemský vynálezce a fotograf
- 4. září – George Hoyningen-Huene, módní americký fotograf
- 14. října – Roland Penrose, britský básník, malíř a fotograf
- 20. října – Georg Pahl, německý novinářský fotograf († 13. května 1963)
- 22. prosince – Marc Allégret, francouzský fotograf
- ? – Gueorgui Zimine, ruský fotograf

Sté výročí úmrtí
- 18. ledna – Marcus Selmer, norský fotograf (* 6. října 1819)
- 16. února – Aimé Dupont, belgický fotograf a sochař
- 22. dubna – Auguste-Rosalie Bisson, francouzský fotograf (* 1. května 1826)
- 13. června – René Dagron, francouzský fotograf a vynálezce
- 31. října – Eugène Cuvelier, francouzský krajinářský fotograf (* 6. dubna 1837)
- 31. prosince – Hannibal Goodwin, americký duchovní, vynálezce a fotograf (* 21. dubna 1822)